# Grand Prix Ázerbájdžánu 2018
Grand Prix Ázerbájdžánu 2018 (oficiálně Formula 1 2018 Azerbaijan Grand Prix) se jela na okruhu Baku City Circuit v Baku v Ázerbájdžánu dne 29. dubna 2018. Závod byl čtvrtým v pořadí v sezóně 2018 šampionátu Formule 1.

## Kvalifikace
| Poř.                       | No. | Jezdec            | Konstruktér               | Časy v kvalifikaci | Časy v kvalifikaci | Časy v kvalifikaci | Pořadí na startu |
| Poř.                       | No. | Jezdec            | Konstruktér               | Q1                 | Q2                 | Q3                 | Pořadí na startu |
| -------------------------- | --- | ----------------- | ------------------------- | ------------------ | ------------------ | ------------------ | ---------------- |
| 1                          | 5   | Sebastian Vettel  | Ferrari                   | 1:42.762           | 1:43.015           | 1:41.498           | 1                |
| 2                          | 44  | Lewis Hamilton    | Mercedes                  | 1:42.693           | 1:42.676           | 1:41.677           | 2                |
| 3                          | 77  | Valtteri Bottas   | Mercedes                  | 1:43.355           | 1:42.679           | 1:41.837           | 3                |
| 4                          | 3   | Daniel Ricciardo  | Red Bull Racing-TAG Heuer | 1:42.857           | 1:43.482           | 1:41.911           | 4                |
| 5                          | 33  | Max Verstappen    | Red Bull Racing-TAG Heuer | 1:42.642           | 1:42.901           | 1:41.994           | 5                |
| 6                          | 7   | Kimi Räikkönen    | Ferrari                   | 1:42.538           | 1:42.510           | 1:42.490           | 6                |
| 7                          | 31  | Esteban Ocon      | Force India-Mercedes      | 1:43.021           | 1:42.967           | 1:42.523           | 7                |
| 8                          | 11  | Sergio Pérez      | Force India-Mercedes      | 1:43.992           | 1:43.366           | 1:42.547           | 8                |
| 9                          | 27  | Nico Hülkenberg   | Renault                   | 1:43.746           | 1:43.232           | 1:43.066           | 14               |
| 10                         | 55  | Carlos Sainz Jr.  | Renault                   | 1:43.426           | 1:43.464           | 1:43.351           | 9                |
| 11                         | 18  | Lance Stroll      | Williams-Mercedes         | 1:44.359           | 1:43.585           |                    | 10               |
| 12                         | 35  | Sergej Sirotkin   | Williams-Mercedes         | 1:44.261           | 1:43.886           |                    | 11               |
| 13                         | 14  | Fernando Alonso   | McLaren-Renault           | 1:44.010           | 1:44.019           |                    | 12               |
| 14                         | 16  | Charles Leclerc   | Sauber-Ferrari            | 1:43.752           | 1:44.074           |                    | 13               |
| 15                         | 20  | Kevin Magnussen   | Haas-Ferrari              | 1:43.674           | 1:44.759           |                    | 15               |
| 16                         | 2   | Stoffel Vandoorne | McLaren-Renault           | 1:44.489           |                    |                    | 16               |
| 17                         | 10  | Pierre Gasly      | Scuderia Toro Rosso-Honda | 1:44.496           |                    |                    | 17               |
| 18                         | 9   | Marcus Ericsson   | Sauber-Ferrari            | 1:45.541           |                    |                    | 18               |
| 107% času vítěze: 1:49.715 |     |                   |                           |                    |                    |                    |                  |
| —                          | 28  | Brendon Hartley   | Scuderia Toro Rosso-Honda | 1:57.354           |                    |                    | 19               |
| —                          | 8   | Romain Grosjean   | Haas-Ferrari              | Bez času           |                    |                    | 20               |
| Zdroj:                     |     |                   |                           |                    |                    |                    |                  |

Poznámky
1. ↑  Nico Hülkenberg obdržel trest posunu o 5 míst vzad kvůli neplánované výměně převodovky.
2. ↑  Brendon Hartley nezaznamenal čas, kterým by se kvalifikoval ve 107 % času vítěze. Start mu byl povolen sportovními komisaři.
3. ↑  Romain Grosjean nezaznamenal čas, kterým by se kvalifikoval ve 107 % času vítěze. Start mu byl povolen sportovními komisaři Zároveň obdržel trest posunu o 5 míst vzad kvůli neplánované výměně převodovky.

## Závod
| Poř.   | No. | Jezdec            | Konstruktér               | Počet kol | Čas/Odstoupení | Pořadí na startu | Body |
| ------ | --- | ----------------- | ------------------------- | --------- | -------------- | ---------------- | ---- |
| 1      | 44  | Lewis Hamilton    | Mercedes                  | 51        | 1:43:44.291    | 2                | 25   |
| 2      | 7   | Kimi Räikkönen    | Ferrari                   | 51        | +2.460         | 6                | 18   |
| 3      | 11  | Sergio Pérez      | Force India-Mercedes      | 51        | +4.024         | 8                | 15   |
| 4      | 5   | Sebastian Vettel  | Ferrari                   | 51        | +5.329         | 1                | 12   |
| 5      | 55  | Carlos Sainz Jr.  | Renault                   | 51        | +7.515         | 9                | 10   |
| 6      | 16  | Charles Leclerc   | Sauber-Ferrari            | 51        | +9.158         | 13               | 8    |
| 7      | 14  | Fernando Alonso   | McLaren-Renault           | 51        | +10.931        | 12               | 6    |
| 8      | 18  | Lance Stroll      | Williams-Mercedes         | 51        | +12.546        | 10               | 4    |
| 9      | 2   | Stoffel Vandoorne | McLaren-Renault           | 51        | +14.152        | 16               | 2    |
| 10     | 28  | Brendon Hartley   | Scuderia Toro Rosso-Honda | 51        | +18.030        | 19               | 1    |
| 11     | 9   | Marcus Ericsson   | Sauber-Ferrari            | 51        | +18.512        | 18               |      |
| 12     | 10  | Pierre Gasly      | Scuderia Toro Rosso-Honda | 51        | +24.720        | 17               |      |
| 13     | 20  | Kevin Magnussen   | Haas-Ferrari              | 51        | +40.663        | 15               |      |
| 14     | 77  | Valtteri Bottas   | Mercedes                  | 48        | Defekt         | 3                |      |
| Ret    | 8   | Romain Grosjean   | Haas-Ferrari              | 42        | Nehoda         | 20               |      |
| Ret    | 33  | Max Verstappen    | Red Bull Racing-TAG Heuer | 39        | Kolize         | 5                |      |
| Ret    | 3   | Daniel Ricciardo  | Red Bull Racing-TAG Heuer | 39        | Kolize         | 4                |      |
| Ret    | 27  | Nico Hülkenberg   | Renault                   | 10        | Nehoda         | 14               |      |
| Ret    | 31  | Esteban Ocon      | Force India-Mercedes      | 0         | Kolize         | 7                |      |
| Ret    | 35  | Sergej Sirotkin   | Williams-Mercedes         | 0         | Kolize         | 11               |      |
| Zdroj: |     |                   |                           |           |                |                  |      |

Poznámky
1. ↑  Kevin Magnussen obdržel trest přičtení 10 sekund k času v cíli za způsobení kolize.
2. ↑  Valtteri Bottas odstoupil ze závodu, ale byl klasifikován, protože odjel více než 90 % délky závodu.

## Průběžné pořadí po závodě
Pohár jezdců
|   | Pořadí | Jezdec           | Body |
| - | ------ | ---------------- | ---- |
| 1 | 1      | Lewis Hamilton   | 70   |
| 1 | 2      | Sebastian Vettel | 66   |
| 2 | 3      | Kimi Räikkönen   | 48   |
| 1 | 4      | Valtteri Bottas  | 40   |
| 1 | 5      | Daniel Ricciardo | 37   |

Pohár konstruktérů
|   | Pořadí | Konstruktér               | Body |
| - | ------ | ------------------------- | ---- |
| 1 | 1      | Ferrari                   | 114  |
| 1 | 2      | Mercedes                  | 110  |
|   | 3      | Red Bull Racing-TAG Heuer | 55   |
|   | 4      | McLaren-Renault           | 36   |
|   | 5      | Renault                   | 35   |